# Base (baseball)
Esistono 4 basi nel baseball e sono fondamentali per lo svolgimento del gioco. Sono poste in modo da formare un quadrato (diamante) al cui interno si trova il monte di lancio. In ordine le basi partendo dalla base al centro del box di battuta vengono chiamate: casa base, prima base, seconda base e terza base.

## Caratteristiche

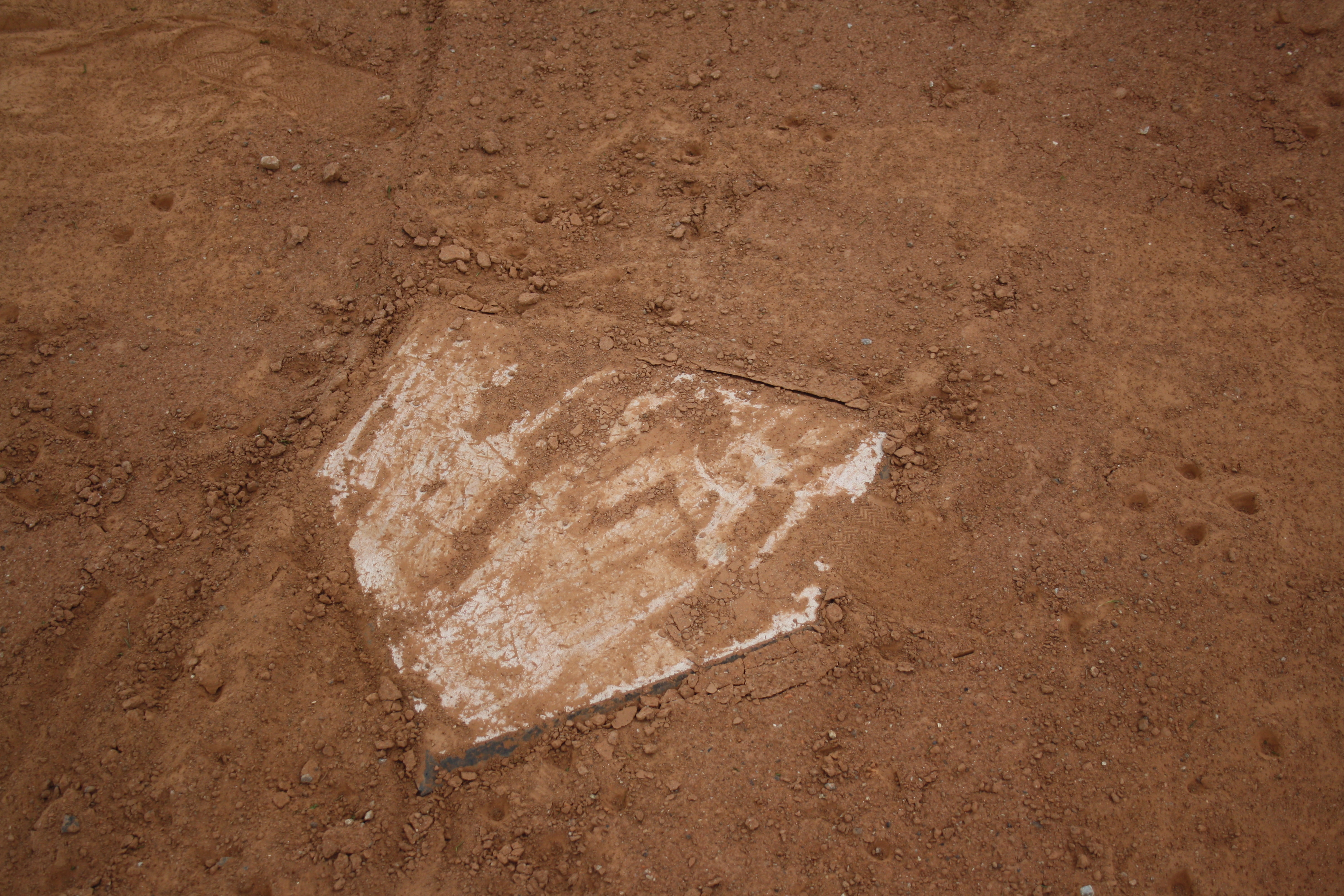
Casa base

Casa base è di forma pentagonale ed è costituita da una lastra di gomma bianca i cui lati sono lunghi: 43,18 cm; 21,5 cm; 30,48 cm; 30,48 cm e 21,5 cm. Deve essere fissata al terreno con i bordi superiori al livello dello stesso. Dalla punta della base partono le linee di foul.

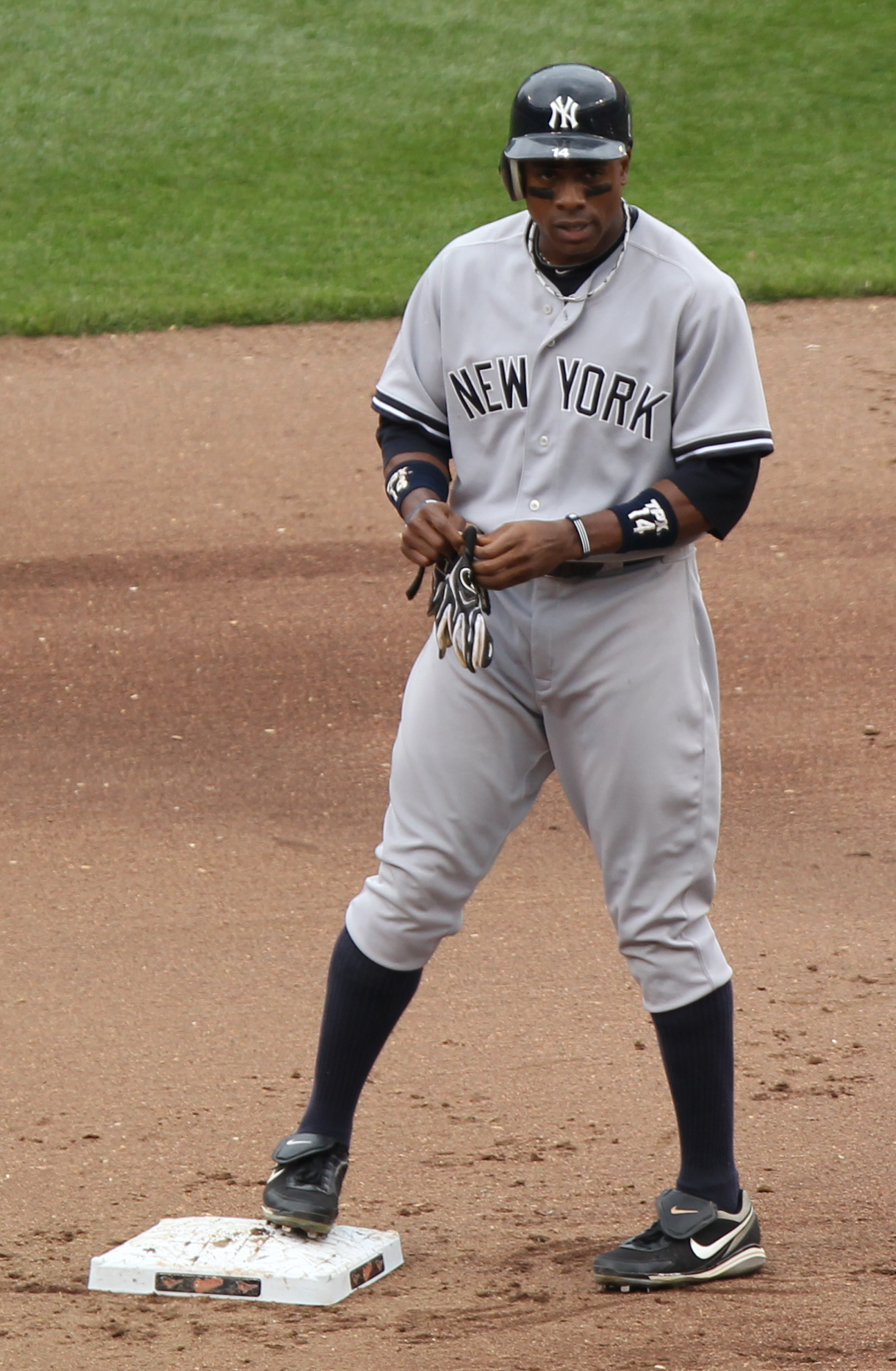
Seconda base

1ª, 2ª e 3ª base hanno una forma quadrata di lato 38,10 cm e un'altezza che deve essere compresa tra 7,62 cm e 12,60 cm. Queste basi vengono anche chiamate cuscini e sono formate da sacchetti in tela bianca imbottiti di materiale soffice.devono essere ben piantate nel terreno.

## Disposizione sul campo di gioco
Le basi vengono disposte sul campo da gioco in modo da ottenere un quadrato di lato 27,43 m.

## Utilizzo di basi in altri sport o categorie
Le basi si possono trovare anche in sport simili al baseball come Softball e slow pich softball ma si troveranno a distanze diverse e avranno caratteristiche diverse (per esempio nel softball il cuscino di prima è doppio per permettere il passaggio del corridore). La distanza tra le basi può variare anche grazie alla categoria dei giocatori; in Italia c'è la suddivisione del baseball giovanile in: minibaseball, ragazzi, allievi, cadetti e under 21. Per il minibaseball, i ragazzi e gli allievi la distanza tra le basi è ridotta per facilitare il gioco.